# Parabembras curtus
Parabembras curtus är en fiskart som först beskrevs av Temminck och Schlegel, 1843.  Parabembras curtus ingår i släktet Parabembras och familjen Parabembridae. Inga underarter finns listade i Catalogue of Life.